# 北洋軍閥

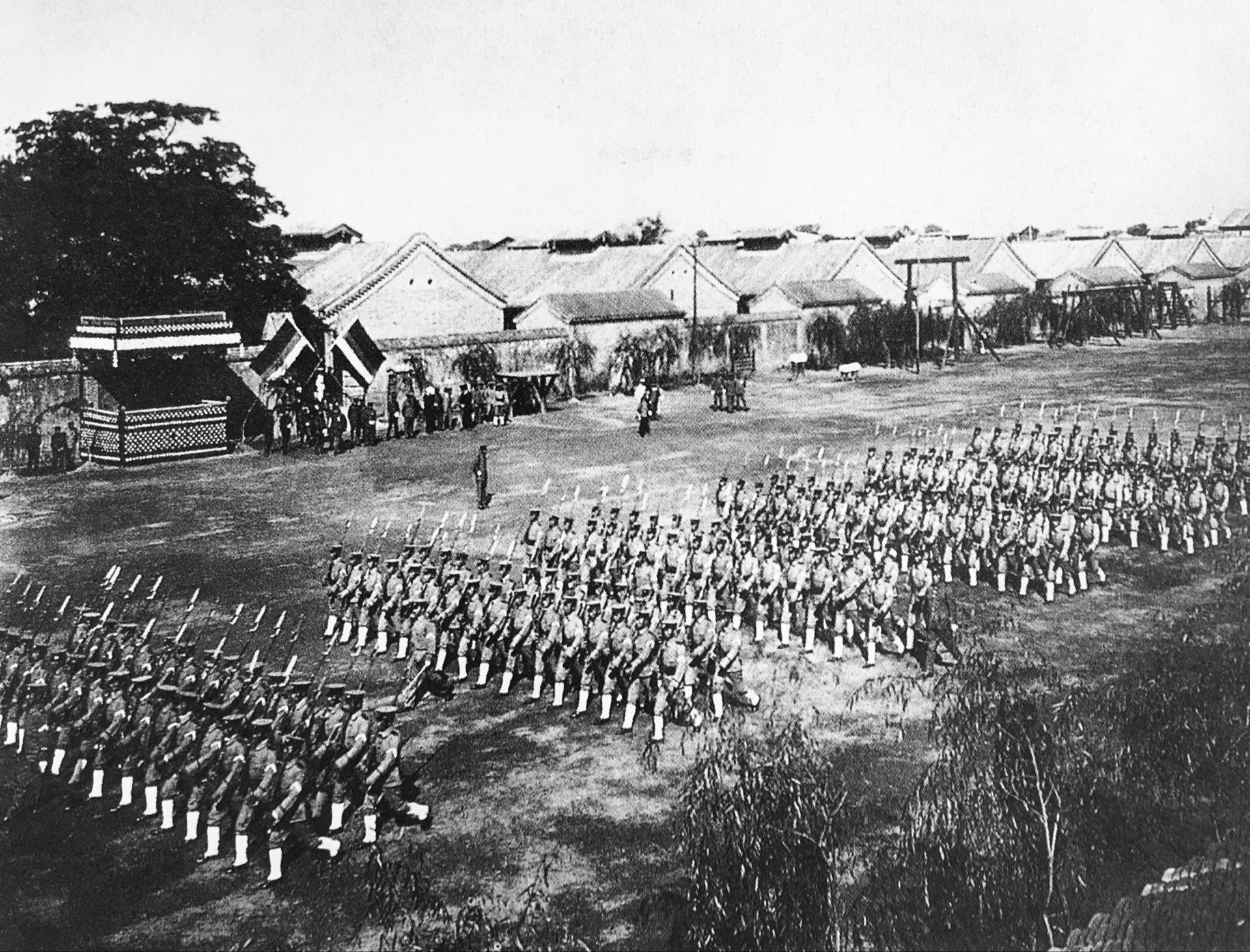
行進する北洋軍閥の兵士たち

北洋軍閥（ほくようぐんばつ）とは、清朝末から辛亥革命、中華民国成立と中国の権力闘争の中心にいた袁世凱が根拠としていた軍事力を起源とし、袁没後の北京政府（北洋政府）を支配し、または政権を争った中国の地方軍閥の総称である。

## 歴史
元々は、清朝末期に李鴻章が結成した地方軍・淮軍が主体となっている。
1901年、袁世凱は清朝の北洋通商大臣に就任し、西洋式の新しい北洋軍（新軍）を設立、北洋軍は年々拡大し、北洋だけではなく中央や各地方にも鎮守することになった。日露戦争の際には日本軍に協力した。1911年から1912年にかけて起こった辛亥革命により、袁世凱は革命軍に協力して、清朝を打倒し、中華民国の樹立に協力した。そのため、彼は中華民国の臨時大総統に就任した。
1916年に袁世凱が死ぬと北洋軍閥は根拠地とする地方と背景勢力の違いにより、直系（直隷派）、皖系（安徽派）、東北の奉系（奉天派）、晋系（山西派）、馮系（西北派）の各分派に分裂する。以後、分派間あるいは同一派内の有力者間で抗争を繰り返し、北京政府の政権を争った。
最初に北京政府の実権を握ったのは、日本の後押しを受けた段祺瑞の皖系だったが、1920年の安直戦争で直系と奉系の連合軍に敗れ勢力を失った。直・奉の連合も長くは続かず、1922年に奉直戦争が勃発、2年に及ぶ戦闘の結果、張作霖の率いる奉系が勝利を収めた。張は直系から寝返った馮玉祥との争いにも勝ち、1924年に政権の実権を握った。勢力を失っていた段祺瑞が張の支持を受けて臨時執政に就任した。
1925年に孫文が没する。1926年に蔣介石を中心とする国民革命軍は北伐を開始し、これを受けて張作霖は海陸軍大元帥に就任し非常大権を握った。
北伐によりまず直系が滅ぼされ、さらに北進した国民革命軍は1928年に張作霖を破り北京を占領する。張は奉天へ向かう途中関東軍により爆殺された。その結果奉系の政府も消滅し、袁没後13年間続いた北洋軍閥支配の北京政府は終わりを告げ、蔣介石の国民政府が中華民国唯一の政府になった。
| 派閥           | 勢力範囲                               | 代表的人物                             | 背景勢力                 |
| 直系（直隷派） | 揚子江中下流域及び直隷                 | 馮国璋、曹錕、呉佩孚、斉燮元、孫伝芳   | アメリカ合衆国、イギリス |
| 皖系（安徽派） | 安徽省、浙江省、山東省、福建省、陝西省 | 段祺瑞、倪嗣沖、徐樹錚、段芝貴、盧永祥 | 日本                     |
| 奉系（奉天派） | 満州:奉天、黒竜江省、吉林省            | 張作霖、張学良、張宗昌                 | 日本                     |
| 晋系（山西派） | 山西省                                 | 閻錫山、傅作義                         | 日本                     |
| 馮系（西北派） | 西北地区：河北省、内モンゴル（綏遠省） | 馮玉祥、韓復榘、宋哲元、楊虎城         | ソビエト連邦             |

| 派閥                   | 勢力範囲               | 代表的人物                                     | 背景勢力                 |
| 滇系（雲南派）         | 雲南省、貴州省         | 蔡鍔、唐継尭、竜雲、盧漢                       | アメリカ合衆国、イギリス |
| 旧桂系（旧広西派）     | 広西省、広東省、湖南省 | 陸栄廷、譚浩明、沈鴻英、陳炳焜                 | アメリカ合衆国、イギリス |
| 新桂系（新広西派）     | 広西省、広東省、湖南省 | 李宗仁、白崇禧、黄紹竑                         | アメリカ合衆国、イギリス |
| 粤系（広東派、西南派） | 広東省                 | 陳炯明、陳銘枢、張発奎、陳済棠、余漢謀         | 国民党、新桂系           |
| 川系（四川派）         | 四川省                 | 熊克武、劉湘、劉文輝、楊森、鄧錫侯             | 国民党                   |
| 黔系（貴州派）         | 貴州省                 | 袁祖銘、王家烈、王天培、周西成、劉顕世、彭漢章 | 北京政府、国民党         |
| 湘系（湖南派）         | 湖南省                 | 譚延闓、趙恒惕、唐生智、何鍵                   | 北京政府、国民党         |
| 馬家軍                 | 甘粛省、寧夏省、青海省 | 馬鴻逵、馬鴻賓、馬歩芳、馬歩青、馬継援、馬安良 | 国民党                   |
| 新系（新疆派）         | 新疆省                 | 楊増新、金樹仁、盛世才                         | ソビエト連邦、共産党     |

## 北京政府国家元首
- 袁世凱 中華民国臨時大総統（1912年 - 1913年）
- 袁世凱 中華民国大総統（1913年 - 1916年）
- 黎元洪 中華民国大総統（1916年 - 1917年）
- 馮国璋 代理大総統（1917年 - 1918年）
- 徐世昌 中華民国大総統（1918年 - 1922年）
- 黎元洪 中華民国大総統（1922年 - 1923年）
- 曹錕 中華民国大総統（1923年 - 1924年）
- 段祺瑞 臨時執政（1924年 - 1926年）
- 張作霖 海陸軍大元帥（1926年 - 1928年）